# Superleghe base nichel
Le superleghe base nichel sono attualmente le leghe più utilizzate nella realizzazione di componenti operanti ad alta temperatura e sottoposti ad intensi sforzi, come le turbine di motori a reazione di aeromobili e parti meccaniche di motori ad alte prestazioni.
Il nichel è un metallo di transizione appartenente al 10º gruppo, caratterizzato da un punto di fusione pari a 1455 °C e sistema cristallino cubico a facce centrate: caratteristiche che, assieme alla sua grande capacità di solubilizzare metalli in lega ed alla buona malleabilità, costituiscono un buon punto di inizio per la formulazione di materiali ad alte prestazioni.
Una caratteristica superlega base nichel si compone di una matrice in lega di nichel (con l'aggiunta di cobalto ed eventualmente ferro) indurita per soluzione ed una serie di fasi precipitate di composti intermetallici e carburi che partecipano ad un ulteriore irrobustimento ed alla stabilizzazione termica del metallo.

## Caratteristiche della matrice
La matrice di queste leghe è sostanzialmente una soluzione solida basata sul nichel (ed eventualmente percentuali ridotte di cobalto e ferro) contenente grandi quantità di agenti leganti aggiunti allo scopo di apportare un indurimento o migliorare altre caratteristiche (comportamento al creep, resistenza alla corrosione) ritenute non del tutto adeguate in una lega più semplice.
Il processo di deformazione in un materiale metallico è dovuto principalmente al cosiddetto "moto delle dislocazioni", ovvero lo spostamento di atomi (o gruppi di essi) all'interno del suo reticolo cristallino: il rallentamento o l'ostacolazione di questo processo porta inevitabilmente ad un aumento della durezza e della tenacità della lega.
All'interno di una soluzione solida eutettica o ipoeutettica, il moto delle dislocazioni viene efficacemente rallentato da deformazioni o torsioni del tessuto cristallino conseguenti all'inserimento di elementi leganti caratterizzati da diametro atomico o valenza notevolmente differenti da quelli del metallo base, e per questo i migliori agenti alliganti sfruttati per l'indurimento della matrice di una lega di nichel risultano i metalli refrattari del V, VI e VII gruppo (tungsteno, molibdeno, tantalio e niobio in special modo) in quanto caratterizzati da dimensioni atomiche relative molto elevate e una bassa capacità di diffondere nella lega in seguito al riscaldamento (dovuta all'elevato punto di fusione degli stessi); l'alluminio, pur non rientrando nei casi prima citati, è tuttavia in grado di apportare un effetto indurente più che rilevante per la sua notevole valenza.
Un altro problema che affligge il nichel non legato è la scarsa resistenza a corrosione e ossidazione, specialmente in presenza di zolfo e gas ad alte temperature.
Per questo una superlega richiede sempre l'aggiunta di ingenti quantità di cromo al fine di formare uno strato di ossido (Cr2O3) protettivo sulla superficie della stessa prevenendo l'infiltrazione di ossigeno o altri agenti corrosivi degli spazi intergranulari.
La tendenza di questo elemento a destabilizzare la matrice e perdere le capacità protettive se iperossidato (divenendo CrO3) risultano talvolta un incentivo a sostituire almeno una parte di esso con l'alluminio.

Ulteriori additivi risultano essere ittrio e afnio (in piccole dosi aumentano la resistenza all'ossidazione ed alla rottura sotto sforzo), zirconio (controlla le dimensioni della grana cristallina), carbonio e boro (che formano carburi e boruri molto duri atti a migliorare la resistenza della lega).

## Precipitati intermetallici
La cosiddetta "soluzione solida" di metalli refrattari sopra descritta non è comunque l'unico mezzo di irrobustimento in una lega metallica, ma ne esiste un altro ancora più efficace: la cosiddetta "precipitazione".
Se in una soluzione la quantità di elementi soluti non è sufficiente a raggiungere il limite massimo di solubilizzazione (è, cioè, "ipoeutettica") essa non tenderà a subire grossi cambiamenti strutturali se riscaldata a temperature inferiori a quella di fusione.
Quando invece un soluto è presente in quantità eccessiva, in seguito ad un surriscaldamento prolungato (o, talvolta, già durante la solidificazione dopo la colata) tenderà a separarsi dal resto della soluzione (in gergo si dice che "precipita") formando una fase a differente struttura cristallina contenente spesso disposizioni ordinate di atomi di metalli differenti, che prende il nome di "composto intermetallico".
Un composto intermetallico è, quindi, una fase composta da più metalli i quali, disponendosi in quantità e posizioni ordinate e prevedibili, formano un reticolo cristallino differente da quella di origine dei singoli elementi costituenti.
All'interno di una lega, la formazione di precipitati ordinati dentro una matrice più irregolare per struttura e composizione rappresenta un forte ostacolo al moto delle dislocazioni, poiché l'attraversamento di tale precipitato può avvenire solo "tagliandolo", cioè rompendo la sua massa, o sorpassandolo ("by-pass" del precipitato), fenomeni che in ogni circostanza richiedono la formazione di notevoli tensioni interne e conseguente consumo di energia meccanica.
Nelle superleghe base nichel, i principali precipitati risultano essere Ni3Al e Ni3Ti (con entrambi gli elementi sostituibili, in piccole quantità, da niobio, tantalio, cobalto, cromo ed altri). Inoltre, si può verificare la precipitazione di una seconda fase intermetallica Ni-Nb che è coerente con la matrice ma può precipitare sotto forma di fase delta se in presenza di elevati tenori di Fe. Questa seconda fase è incoerente con la matrice e l'indurimento è causato proprio dalle tensioni interne che si generano.
L'efficacia di un precipitato nel bloccare le dislocazioni dipende sostanzialmente dalle differenze relative di valenza e dimensioni degli atomi contenuti (come nell'indurimento per soluzione solida), differenze di modulo elastico fra precipitato e matrice e la coerenza ("aderenza") del precipitato nella matrice stessa.
In una lega base nichel, cromo e molibdeno riducono la coerenza dei precipitati, niobio e alluminio l'aumentano.
L'indurimento per precipitazione diviene completamente inutile quando si supera la sua temperatura di solubilizzazione, e per questo risulta vantaggiosa l'aggiunta di cobalto, metallo molto insolubile nell'alluminio e che per questo aumenta la sopravvivenza dei precipitati che ne contengono.

## Carburi
La presenza di carburi metallici è un aiuto importante nell'incrementare durezza e resistenza, ma è essenziale che si effettui un preciso controllo delle loro trasformazioni ed alterazioni conseguenti al riscaldamento.
In particolare, la formazione di "film" sottili di carburi a bordo dei grani cristallini rappresenta un forte incentivo alla propagazione di cricche e rotture.
Anche questo problema è risolto con la microscopica aggiunta di afnio (che crea sottili particelle di carburo di afnio estremamente resistenti al calore).

## Stabilizzazione della grana cristallina
Un importante fattore da considerare nella formulazione di superleghe è la dimensione della sua grana cristallina.
È infatti noto che un incremento eccessivo delle loro dimensioni ha effetti deleteri sulla durezza, ma anche dimensioni insufficienti degli stessi inducono conseguenze altrettanto indesiderabili.
Per controllare la creazione di questi cristalli essenziale è l'aggiunta di piccolissime quantità di zirconio, metallo con atomi enormi (maggiori, rispetto a quelli di nichel, del 27%) che tendono, perciò, a depositarsi a bordo dei grani regolandone così la crescita.
Altrettanto utili risultano i trattamenti termici per alterare la forma degli stessi, mentre la ricerca più recente si è diretta alla creazione di leghe "monocristalline", in cui cioè non vi sia alcun tipo di divisione in grani, ma uniforme per tutta la sua grandezza.

## Indurimento per dispersione
Un ulteriore metodo di indurimento è la "dispersione" di particelle ceramiche e inalterabili nella matrice, non particolarmente efficace ma in grado di resistere anche a temperature in cui tutti gli altri sistemi vengono completamente compromessi.
Le sostanze più utilizzate sono l'ossido di ittrio, torio o altre terre rare (per l'elevata stabilità termodinamica).